# Mira János
Mira János (Budapest, 1950. január 23.–) Jászai Mari-díjas magyar díszlet- és jelmeztervező.

## Tanulmányai, munkássága
1968-ban érettségizett a Képző- és Iparművészeti Gimnáziumban. 1984-ben a Képzőművészeti Főiskolán szerzett díszlet- és jelmeztervező diplomát, ettől kezdve díszlettervezőként a következő színházak tagja: Szegedi Nemzeti Színház, Békéscsabai Jókai Színház, kecskeméti Katona József Színház, Debreceni Csokonai Színház, budapesti Nemzeti Színház. Az ország szinte valamennyi színházában tervezett: a Színházi adattár szerint díszletet 273, jelmezt 41 előadáshoz.

## Az utóbbi évadokban tervezett díszletei

### Szegedi Nemzeti Színház
- Csehov: A három nővér (2011)
- Schimmelpfennig: Nő a múltból (2012)
- Tasnádi: Memo (2013)
- Shakespeare: Othello (2014)
- Csukás: Ágacska (2014)
- Pozsgai: A Vasgróf (2014)
- Hašek: Švejk, a derék elsőháborús katona (2014)
- Mary Shelley–Hollós Gábor: Frankenstein (2015)
- Zalán Tibor: Szása i Szása (2015)
- Szigligeti Ede: Liliomfi (2016)
- Molière: Tartuffe (2016)
- Németh Ákos: Tél (2017)

### Újszínház
- Jókai: A bolondok grófja
- Kodolányi: Földindulás
- Gyurkovics: Kreutzer szonáta
- Móricz: Nem élhetek muzsikaszó nélkül

### RaM Colosseum
- Román: Boldogság 69
- Schwajda: Nagyidai cigányok
- Román: Revans

### Művészetek Palotája
- Topolánszky: Moulin Rouge

### Karinthy Színház
- Hunyady–Vadnay: Lovagias ügy
- Ron Clark: Én, Te Őt

### József Attila Színház
- Dobozy: Hattyúdal

### Budapesti Operettszínház
- Kálmán Imre: A cirkuszhercegnő

### EgriGárdonyi Géza Színház
- Vörösmarty: Csongor és Tünde
- Kocsis: A fény éjszakája
- Nóti–Zágon: Hippolyt a lakáj

### Belvárosi Színház
Richard Baer: Hitted volna?

## Külföldi tervezések
Sindelfingen, Karlsruhe (Németország), Kassa, Komárom (Szlovákia), Temesvár, Nagyvárad, Szatmárnémeti (Románia), Łódź, Krakkó (Lengyelország)

## TV-filmek
- Páskándi: Árnyékban
- Goethe: Stella
- Görgey: Tükörjáték

## Belsőépítészeti munkák
Hajóbár (Budapest), éttermek

## Kiállítások
1970-től csoportos és önálló kiállítások képzőművészeti munkákkal és díszlettervekkel.

## Díjak
- Aranykecske-díj
- Estem-díj
- Jászai Mari-díj (2021)[1]